# Columna del Diablo
La columna del diablo (checo: Čertův sloup) es una formación de tres columnas de piedra, localizada en Vyšehrad, Praga, República Checa.

## Descripción
Se mencionó por primera vez en el libro Bellum hussiticum como fragmentos de una columna, estando en el cementerio de la Iglesia de la Decapitación de San Juan Bautista de Vyšehrad. Según la leyenda, aproximadamente de 1700, un sacerdote hizo una apuesta con el diablo, que consistía en celebrar una misa antes de que el diablo trajese una columna de la Basílica de San Pedro. El diablo perdió y, con mucha rabia, arrojó la columna desde una gran altura. Según geólogos, la columna está formada por granodiorita, originaria de una cantera de la Bohemia central, en Sázava.